# Црква-брод Светог Николаја Чудотворца
Црква-брод Светог Николаја Чудотворца је била пливајућа црква за време друге деценије 20. века у Руској Империји на Каспијском мору. Због пространости Руске Империје било је више мобилних црква, тако на водама као и на копном (као црква-воз на транссибирској железници).

## Историја
Црква-брод је имао матичну луку у граду Астрахан где је спловљен 6. септембра 1910. године. Црква-брод је била део Астраханске епископије. Сврха брода је била у томе да се 220 км од града Астрахана, у сливу реке Волге у Каспијско море, налазила град-колонија (око 100.000 људи) такође на самом мору, којег је Руска православна црква хтела опскрбети у духовном животу. Тако је астрахански епископат 28. децембра 1908. донио одлуку да за ту колонију сагради брод-цркву. 
Црква је служила и у околним обморским селима, као и у христијанизацији азијатских Калмика.
Данас су цркве-бродови још у употреби.